# ماكس سوريانو
ماكس سوريانو (بالإنجليزية: Max Soriano)‏ هو لاعب كرة قاعدة أمريكي، ولد في 31 أكتوبر 1925، وتوفي في 15 سبتمبر 2012.